# تشارلي تسيغلر
تشارلي تسيغلر (بالإنجليزية: Charlie Ziegler)‏ هو لاعب كرة قاعدة أمريكي، ولد في 13 يناير 1875 في كانتون في الولايات المتحدة، وتوفي بنفس المكان في 18 أبريل 1904.

## وصلات خارجية
- تشارلي تسيغلر على موقعبيزبول رفرنس.كوم (الدوري الرئيسي) (الإنجليزية)
- تشارلي تسيغلر على موقعبيزبول رفرنس.كوم (الدوري الثانوي) (الإنجليزية)